# Pesca alla tratta

Fano, pesca alla tratta.

La tratta, talvolta nota anche con il nome di pesca alla sciabica per via del tipo di rete utilizzata, è un antico metodo di pesca conosciuta fin dall'antichità.